# Lac Kaaiakotawkakamak
Lac Kaaiakotawkakamak är en sjö i Kanada.   Den ligger i regionen Mauricie och provinsen Québec, i den sydöstra delen av landet, 400 km norr om huvudstaden Ottawa. Lac Kaaiakotawkakamak ligger 458 meter över havet. Arean är 0,45 kvadratkilometer. Den sträcker sig 1,6 kilometer i nord-sydlig riktning, och 0,9 kilometer i öst-västlig riktning.
I omgivningarna runt Lac Kaaiakotawkakamak växer i huvudsak blandskog. Trakten runt Lac Kaaiakotawkakamak är nära nog obefolkad, med mindre än två invånare per kvadratkilometer.